# Spandau Ballet
Spandau Ballet era un grup anglès que es va formar a Islington, Londres, el 1979. Inspirats per l'escena de ball underground post-punk de la capital, van aparèixer a principis de la dècada de 1980 com a grup local per als Blitz Kids, tocant "música de ball blanca i europea" per a aquest nou públic. Spandau Ballet va convertir-se en un dels grups amb més èxit de l'època dels nous romàntics del pop anglès, venent 25 milions de discos i obtenint 23 singles d'èxit mundial. El grup va aconseguir col·locar vuit àlbums al top 10 del Regne Unit, incloses tres recopilacions i un àlbum de material regravat. Les seves influències musicals incloïen des del punk rock i la música soul fins als cantants americans Frank Sinatra i Tony Bennett.
La composició clàssica del grup tenia Gary Kemp a la guitarra, sintetitzador i veu d'acompanyament, el seu germà Martin Kemp al baix, el cantant Tony Hadley, el saxo Steve Normani el bateria John Keeble. Gary Kemp també era el compositor del grup. El seu senzill de debut, "To Cut a Long Story Short", va arribar al número 5 del Regne Unit el 1980. Fou el primer de deu singles al Top 10 britànic. El cim de la seva popularitat fou el 1983 amb l'àlbum True, quan la cançó que donava títol a l'àlbum va arribar al número 1 del Regne Unit i estava dins de les cinc primeres als Estats Units. El 1984, van rebre un Brit Award per excel·lència tècnica, i van ser el primer grup a qui Bob Geldof va contactar per formar part del grup Band Aid. El 1985, van actuar al concert Live Aid a l'estadi de Wembley.
El 1990, el grup va fer l'última actuació en directe abans d'una absència de 19 anys. El 1999, Hadley, Norman i Keeble van perdre un plet contra Gary Kemp i l'editorial Reformation per obtenir una part dels drets de les composicions del grup. Spandau Ballet es van tornar a ajuntar el 2009 per al The Reformation Tour, una gira mundial de grans èxits que va tenir un gran èxit de públic. El 2014, un llargmetratge documentari amb imatges d'arxius sobre la seva trajectòria, Soul Boys of the Western World, va estrenar-se al Festival de Cine SXSW d'Austin, Texas. El 2017, Hadley va anunciar que plegava de Spandau Ballet. Al cap d'un any, el grup va anunciar que el cantant i actor Ross William Wild seria el nou frontman per una sèrie de concerts en directe per Europa i un espectacle al Hammersmith Apollo.

## Discografia[15]
- Journeys to glory (1981)
- Diamond (1982)
- True (1983)
- Parade (1984)
- Trough the barricades (1986)
- Heart like a sky (1989)
- Live from the N.E.C. (2005)
- Once more (2009)
- Soul boys of the western world (2014)
- Access all areas (2015)